# 齋藤鷹一
齋藤 鷹一（さいとう よういち、1989年11月16日 - ）は、動物保護活動家。東京都出身。

## 人物
東京都大田区出身で、4人兄弟の長男として生まれる。幼少期から多くの犬や猫と一緒に暮らし、一番初めに保護した猫を里親として飼い主を見つけたのは小学3年生の時。現在も、同区居住。
学生時代は勉学よりスポーツに明け暮れていた生活をしていた。中学生の時、爬虫類に興味を示し東京都中野区にある爬虫類倶楽部によく通う。
2019年まで大森ペット霊堂の代表を務め、数多くのメディアに露出し動物悪徳業者と戦う。ペット霊園の在り方を変えると動き出す第一人者である。
現在はNPO法人SPAの代表理事を務める。
社会人になった当初、有志で集まった動物愛護プロジェクトでは100人ものメンバーを束ねていた。代表を務めつつ殺処分問題や虐待問題にも目を向け、動物と人の真の共生を目指している。
幼少時代から動物と暮らしていた。暮らしてきた動物は犬猫のみならず、兎、鳥、爬虫類、両生類、魚など色んな生き物と暮らしてきた。
趣味は犬猫の生態観察、動物行動学の研究を行っている。
道端で亡くなっている野良猫やスズメ、鳩、カラスなどをほっておくことができず、代表を務めた「大森ペット霊堂」に連れていき、供養を依頼。その活動をみんなに協力してもらっている。
現在では犬や猫のみならず、小動物や爬虫類など、あまり世間的から認められていない生き物に対しても保護活動をしている。

抜粋：特定非営利活動法人SPA公式HPより【当団体について】
私が20歳くらいの時にパソコンでペットショップを調べ、ダックスフンドを購入しようと画面越しに選別していた時期がありました。インターネットで犬を検索していた私のパソコンに広告が表示され、そこには「犬猫を救おう」の文字。そこで初めて、犬や猫達が殺処分されている事実を知りました。 私が動物のことをとことん勉強しようと思ったきっかけです。 色んな保護団体へ出向き飼養管理や譲渡の仕方を教わりましたが、偏った考えが多く、保護活動家を好きになれませんでした。自分を満たす答えは見つかりません。答えを見つけるために私は先進国と呼ばれる海外の動物保護施設へ修行に行きました。人への伝え方、動物との関わり方、レスキューの本当の意味。勉学に５年という日々を費やし、ようやく私の納得いく答えがみつかりました。 SPAは私の経験してきたことの集大成であります。どんな方にも動物と暮らす幸せを感じてほしい。他の保護団体から譲渡を断られたことがある。それなら動物を迎えられる環境を一緒に考えましょう。 この文を読んでくださる方へ私の思いが伝わると幸いです。 私は、SPAを応援してくださる皆様一人一人にしっかりと向き合って活動することを約束します。